# Marius Martin
 (mai 2025).
Marius Martin est un homme politique français né le 16 janvier 1848 à Charensat (Puy-de-Dôme) et décédé le 23 janvier 1926 dans le 8e arrondissement de Paris.
Ingénieur civil, il est administrateur de forges et administrateur délégué de la société nationale de construction de matériels de chemins de fer. Conseiller municipal de Paris de 1879 à 1890 et député de la Seine de 1889 à 1893, élu sous l'étiquette de bonapartiste révisionniste.